# Bukit Subur (Tabir Timur)
Bukit Subur is een bestuurslaag in het regentschap Merangin van de provincie Jambi, Indonesië. Bukit Subur telt 1753 inwoners (volkstelling 2010).